# Thlaspidula
Thlaspidula is een geslacht van kevers uit de familie bladkevers (Chrysomelidae).
De wetenschappelijke naam van het geslacht werd in 1901 gepubliceerd door Spaeth.

## Soorten
- Thlaspidula fimbriata Spaeth, 1901
- Thlaspidula muelleri (Spaeth, 1903)
- Thlaspidula riedeli Borowiec & Swietojanska, 2001